# Lijst van brutoformules H5-H7
Dit lemma is onderdeel van de lijst van brutoformules. Dit lemma behandelt de brutoformules van vijf t/m zeven waterstofatomen.

## H5
| Brutoformule                            | Gewone formule                                | Naam                                                               |
| --------------------------------------- | --------------------------------------------- | ------------------------------------------------------------------ |
| {\displaystyle {\ce {H5AlNO_{8,5}Si3}}} | {\displaystyle {\ce {(NH4)Al(Si3O8).0,5H2O}}} | Buddingtoniet                                                      |
| {\displaystyle {\ce {H5Al2ClO5}}}       | {\displaystyle {\ce {Al2Cl(OH)5}}}            | Aluminiumchloorhydraat                                             |
| {\displaystyle {\ce {H5AsCaO6}}}        | {\displaystyle {\ce {CaHAsO4.2(H2O)}}}        | Farmacoliet                                                        |
| {\displaystyle {\ce {H5B5Ca2O14Si}}}    | {\displaystyle {\ce {Ca2B5SiO9(OH)5}}}        | Howliet                                                            |
| {\displaystyle {\ce {H5CaO6P}}}         | {\displaystyle {\ce {CaHPO4.2H2O}}}           | Brushiet                                                           |
| {\displaystyle {\ce {H5IO6}}}           | {\displaystyle {\ce {H5IO6}}}                 | orthowaterstofperjodaat ~ als halogeenzuurstofzuur                 |
| {\displaystyle {\ce {H5NO}}}            | {\displaystyle {\ce {NH4OH}}}                 | Ammonia                                                            |
| {\displaystyle {\ce {H5NO4S}}}          | {\displaystyle {\ce {(NH4)HSO4}}}             | Ammoniumwaterstofsulfaat; ook: ammoniumbisulfaat                   |
| {\displaystyle {\ce {H5NS}}}            | {\displaystyle {\ce {(NH4)HS}}}               | Ammoniumwaterstofsulfide                                           |
| {\displaystyle {\ce {H5N3}}}            | {\displaystyle {\ce {NH(NH2)2}}}              | Triazaan                                                           |
| {\displaystyle {\ce {H5Na2O6P}}}        | {\displaystyle {\ce {Na2HPO4.2H2O}}}          | Dinatriumwaterstoffosfaatdihydraat ~ als dinatriumwaterstoffosfaat |
| {\displaystyle {\ce {H5P3}}}            | {\displaystyle {\ce {PH(NH2)2}}}              | Trifosfaan                                                         |
| {\displaystyle {\ce {H5P5}}}            | {\displaystyle {\ce {(PH)5}}}                 | Cyclofosfaan ~ als ontledingsproduct van trifosfaan                |

## H6
| Brutoformule                          | Gewone formule                              | Naam                                                        |
| ------------------------------------- | ------------------------------------------- | ----------------------------------------------------------- |
| {\displaystyle {\ce {H6Al2}}}         | {\displaystyle {\ce {Al2H6}}}               | Dialaan ~ in vergelijking met digallaan                     |
| {\displaystyle {\ce {H6Al2CaO13Si3}}} | {\displaystyle {\ce {CaAl2Si3O10.3(H2O)}}}  | Scoleciet                                                   |
| {\displaystyle {\ce {H6Al2O6}}}       | {\displaystyle {\ce {Al2O3.3H2O}}}          | Bauxiet                                                     |
| {\displaystyle {\ce {H6BO7P}}}        | {\displaystyle {\ce {BPO4.3H2O}}}           | Boorfosfaattrihydraat ~ als boorfosfaat                     |
| {\displaystyle {\ce {H6B2}}}          | {\displaystyle {\ce {B2H6}}}                | diboraan                                                    |
| {\displaystyle {\ce {H6B3N3}}}        | {\displaystyle {\ce {B3H6N3}}}              | Borazine                                                    |
| {\displaystyle {\ce {H6B4O11Zn2}}}    | {\displaystyle {\ce {(ZnO)2.(B2O3)2.3H2O}}} | vorm van zinkboraat                                         |
| {\displaystyle {\ce {H6CaO18Si9Zr}}}  | {\displaystyle {\ce {CaZr(Si6O15).3H2O}}}   | Armstongiet ~ als dalyiet                                   |
| {\displaystyle {\ce {H6Ca3O10Si2}}}   | {\displaystyle {\ce {Ca3(SiO3OH)2.2H2O}}}   | Afwilliet                                                   |
| {\displaystyle {\ce {H6ClMgO7S}}}     | {\displaystyle {\ce {MgSO4.KCl.3H2O}}}      | Kaïniet                                                     |
| {\displaystyle {\ce {H6Cl2N2Pt}}}     | {\displaystyle {\ce {PtCl2(NH3)2}}}         | Cisplatine                                                  |
| {\displaystyle {\ce {H6CoNO5P}}}      | {\displaystyle {\ce {Co(NH4)PO4.H2O}}}      | Kobaltammoniumfosfaathydraat                                |
| {\displaystyle {\ce {H6CuK3O6}}}      | {\displaystyle {\ce {K3[Cu(OH)6]}}}         | Kaliumhexahydroxidecupraat(III) ~ als cupraat               |
| {\displaystyle {\ce {H6CuO6}}}        | {\displaystyle {\ce {[Cu(OH)6]^{3-}}}}      | Hexahydroxidecupraat(III) ~ als cupraat                     |
| {\displaystyle {\ce {H6CuO7S}}}       | {\displaystyle {\ce {CuSO4.3H2O}}}          | Koper(II)sulfaattrihydraat ~ en kristalwater                |
| {\displaystyle {\ce {H6Cu3O9S}}}      | {\displaystyle {\ce {Cu3[(OH)4SO4].H2O}}}   | Langiet                                                     |
| {\displaystyle {\ce {H6Ga2}}}         | {\displaystyle {\ce {Ga2H6}}}               | Digallaan                                                   |
| {\displaystyle {\ce {H6NO4P}}}        | {\displaystyle {\ce {(NH4)H2PO4}}}          | Ammoniumdiwaterstoffosfaat                                  |
| {\displaystyle {\ce {H6OSi2}}}        | {\displaystyle {\ce {(H3Si)2O}}}            | Disiloxaan                                                  |
| {\displaystyle {\ce {H6O7Si2}}}       | {\displaystyle {\ce {((HO)3Si)2O}}}         | Pyrokiezelzuur                                              |
| {\displaystyle {\ce {H6O6Te}}}        | {\displaystyle {\ce {H6TeO6}}}              | Telluurzuur                                                 |
| {\displaystyle {\ce {H6P4}}}          | {\displaystyle {\ce {P4H6}}}                | Tetrafosfaan ~ als bijproduct in de synthese van trifosfaan |
| {\displaystyle {\ce {H6Si2}}}         | {\displaystyle {\ce {Si2H6}}}               | Disilaan ~ als silaan                                       |

## H7
| Brutoformule                         | Gewone formule                                 | Naam                                 |
| ------------------------------------ | ---------------------------------------------- | ------------------------------------ |
| {\displaystyle {\ce {H7Al3CaO14P2}}} | {\displaystyle {\ce {CaAl3(PO4)2(OH)5.(H2O)}}} | Crandalliet                          |
| {\displaystyle {\ce {H7AuCl4O3}}}    | {\displaystyle {\ce {HAuCl4.3H2O}}}            | Tetrachloorauraat(III)zuurtrihydraat |
| {\displaystyle {\ce {H7NSi2}}}       | {\displaystyle {\ce {(H3Si)2NH}}}              | Disilazaan ~ als silazaan            |